# Sœurs augustines missionnaires
Pour les articles homonymes, voir Augustine.
Les Sœurs augustines missionnaires sont une congrégation religieuse féminine missionnaire hospitalière de droit pontifical. 

## Historique
En 1882, le choléra fait de nombreuses victimes aux Philippines, laissant aussi beaucoup d'enfants orphelins. Pour prendre soins de ces derniers, les frères augustins espagnols pensent les confier à des sœurs missionnaireset veulent transformer le beaterio du Tiers-Ordre augustin de Barcelone en maison de formation d'une nouvelle congrégation, mais les sœurs n'acceptent pas. Trois tertiaires, Querubina Samarra, Mónica Mujal et Clara Cantó, décident de quitter le beaterio et s'installent le 27 avril 1890 à Madrid pour créer un nouvel institutqui est érigé canoniquement en congrégation de droit diocésain le 6 mai 1890 par le cardinal Ciriaco María Sancha y Hervás, évêque du diocèse de Madrid. L'institut est agrégé à l'ordre de Saint-Augustin le 26 octobre 1892et reconnu de droit pontifical le 28 août 1962.
La congrégation compte deux bienheureuses qui figurent parmi les martyrs d'Algérie. Ce sont Esther Paniagua Alonso et Caridad Álvarez Martín, assassinées par le Groupe islamique armé le 23 octobre 1994 à Bab El Oued à Alger.

## Activités et diffusion
Les Augustines missionnaires se dédient essentiellement à l'activité missionnaire par l'éducation et les œuvres sociales, avec une attention particulière envers les enfants et les femmes : les sœurs opèrent en centres éducatifs, dans les abris pour enfants des rues et centres de santé.
Elles sont présentes en:
- Europe : Espagne, Italie.
- Amérique : Argentine, Brésil, Chili, Colombie, République dominicaine, Pérou.
- Afrique : Algérie, Guinée équatoriale, Kenya, Mozambique, Tanzanie.
- Asie : Chine, Inde, Philippines, Taïwan

La maison généralice est à Rome. 
En 2017, la congrégation comptait 423 religieuses dans 72 maisons.